# Prochlidonia
Prochlidonia là một chi bướm đêm thuộc phân họ Tortricinae của họ Tortricidae.

## Các loài
- Prochlidonia amiantana (Hubner, [1796-1799])
- Prochlidonia ochromixtana (Kennel, 1913)